# 街物語
「街物語（まちものがたり）」は、2010年6月2日に発売された山下達郎通算46作目のシングル。

## 解説
2010年第1弾シングル「希望という名の光」のリリースを4月10日に控える中、第2弾シングルである本作のリリースが発表された。4月18日からスタートするTBS系ドラマ 日曜劇場『新参者』のドラマ主題歌として書き下ろされたタイトル・トラックは、小気味良いカッティング・ギターが印象的なミディアム・ナンバーで、レトロな情緒を感じさせる仕上がりになっている。山下が連続ドラマの主題歌を手がけたのは、フジテレビ系月曜夜9連続ドラマ『薔薇のない花屋』の「ずっと一緒さ」以来約2年ぶりとなった。この曲は後にアルバム『Ray Of Hope』にニュー・リミックスで収録されたほか、オールタイム・ベスト『OPUS 〜ALL TIME BEST 1975-2012〜』にも収録された。この主題歌を書き下ろすにあたって東野圭吾の原作を読んだ山下は、日本橋人形町界隈を自ら散策しドラマの世界観を感じ取って楽曲を書き上げた。山下は「変わらぬ風情を保つ下町と、そこに住む人々の物語なので、いっそ飛びっ切りレトロなメロディーとサウンドが似合うのではと思い、この曲を作りました」とコメント。後に『OPUS』のライナーノーツで「狭い路地を舞台にした若い人たちの恋心を、私の世代から見つめると、そこには数十年前の私がいる。長い年月や年齢の壁を軽々と越える、同じ街を生きる者の変わらぬ息づかい。それを歌にしたかった」と書いている。
「ついておいで」はアルバム『GO AHEAD!』収録曲で、2009年4月16日に“PERFORMANCE 2008-2009”の中野サンプラザにて収録されたライブ・ヴァージョン。山下は、アメリカで流行した16ビートの世界をやってみたくて作った曲だと語っている。

## プロモーション、マーケティング
初回生産分のみ、“デビュー35周年! 第2回『山下達郎お宝くじ』”封入。抽選でA賞は「街物語」のスペシャル・12インチ・アナログ盤（100名）、B賞はイラストレーター鈴木英人のイラストによる「街物語」ジャケットの山下直筆サイン入りポスター（50名）。さらに年忘れWチャンスとして再抽選でノベルティ詰め合わせ福袋がプレゼントされた。

## アートワーク、パッケージ
ジャケット表面には鈴木英人の書き下ろしイラスト、裏面には菊地英二撮影による“PERFORMANCE 2008-2009”のライブ写真がそれぞれ使われている。

## 収録曲
| 全作曲・編曲: 山下達郎。 |                                                                    |            |            |                      |      |
| #                        | タイトル                                                           | 作詞       | 作曲・編曲 | ストリングスアレンジ | 時間 |
| 1.                       | 「街物語（まちものがたり）」(TBS系ドラマ 日曜劇場「新参者」主題歌) | 山下達郎   | 山下達郎   | 後藤勇一郎           | 5:50 |
| 2.                       | 「ついておいで (FOLLOW ME ALONG) ('09 Live Version)」              | 吉田美奈子 | 山下達郎   |                      | 6:58 |
| 3.                       | 「街物語（まちものがたり）(Original Karaoke)」                     |            | 山下達郎   | 後藤勇一郎           | 5:46 |
| 合計時間:                | 合計時間:                                                          | 合計時間:  | 合計時間:  | 18:34                |      |

## クレジット
| - 山下達郎：ボーカル、コンピュータプログラミング、エレクトリックギター、キーボード、パーカッション、バッキングボーカル - 小笠原拓海：ドラムス - 伊藤広規：エレクトリックベース - 難波弘之：アコースティックピアノ、エレクトリックピアノ - 市原ひかり：フリューゲルホーン（ソロ） - 後藤勇一郎Strings：ストリングス - 橋本茂昭：コンピュータプログラミング、シンセサイザーオペレーション | - 山下達郎：ボーカル、エレクトリックギター - 小笠原拓海：ドラムス - 伊藤広規：エレクトリックベース - 佐橋佳幸：エレクトリックギター - 難波弘之：エレクトリックピアノ - 柴田俊文：ハモンドオルガン - 土岐英史：ソプラノサックス - 国分友里恵：コーラス - 佐々木久美：コーラス - 三谷泰弘：コーラス |

## リリース日一覧
| 地域 | タイトル                                                                     | リリース日                                 | レーベル                                      | 規格                 | 品番       | 備考                                                              |
| ---- | ---------------------------------------------------------------------------- | ------------------------------------------ | --------------------------------------------- | -------------------- | ---------- | ----------------------------------------------------------------- |
| 日本 | 街物語（まちものがたり） / ついておいで (FOLLOW ME ALONG) ('09 Live Version) | 2010年6月2日                               | MOON RECORDS / ワーナーミュージック・ジャパン | 12cmCDシングル       | WPCL-10788 | 初回生産分のみ、“デビュー35周年! 第2回『山下達郎お宝くじ』”封入。 |
| 日本 | 街物語（まちものがたり）                                                     | 2010年6月16日 2012年7月18日 2013年11月28日 | MOON RECORDS / ワーナーミュージック・ジャパン | デジタルダウンロード | -          | 通常音質 (AAC 128/320 kbps)。                                     |

## 収録アルバム

### 街物語（まちものがたり）
| # | タイトル                         | リリース日    | レーベル                                      | 規格                 | 品番                           | 備考                                          |
| - | -------------------------------- | ------------- | --------------------------------------------- | -------------------- | ------------------------------ | --------------------------------------------- |
| 1 | Ray Of Hope                      | 2011年8月10日 | MOON RECORDS / ワーナーミュージック・ジャパン | 2CD                  | WPCL-10964/5【初回限定盤】     | “NEW REMIX”を収録                             |
| 1 | Ray Of Hope                      | 2011年8月10日 | MOON RECORDS / ワーナーミュージック・ジャパン | CD                   | WPCL-10966【通常盤】           | “NEW REMIX”を収録                             |
| 1 | Ray Of Hope                      | 2011年8月27日 | MOON RECORDS / ワーナーミュージック・ジャパン | デジタルダウンロード | -                              | “NEW REMIX”を収録 通常音質 (AAC 128/320 kbps) |
| 1 | Ray Of Hope                      | 2011年11月2日 | MOON RECORDS / ワーナーミュージック・ジャパン | 2LP                  | WPJL-10005/6【完全限定生産盤】 | “NEW REMIX”を収録                             |
| 2 | OPUS 〜ALL TIME BEST 1975-2012〜 | 2012年9月26日 | MOON RECORDS / ワーナーミュージック・ジャパン | 4CD                  | WPCL-11201/4【初回限定盤】     | オールタイム・ベスト                          |
| 2 | OPUS 〜ALL TIME BEST 1975-2012〜 | 2012年9月26日 | MOON RECORDS / ワーナーミュージック・ジャパン | 3CD                  | WPCL-11205/7【通常盤】         | オールタイム・ベスト                          |

### 書籍
1. ↑  『OPUS 〜ALL TIME BEST 1975-2012〜』（Booklet）山下達郎、MOON / WARNER MUSIC JAPAN、2012年。WPCL-11205/7。
2. ↑  『GO AHEAD!』（12cmCD）山下達郎、RCA / BMG FUNHOUSE、2002年。BVCR-17015。

### その他
1. 1 2 3 4  “山下達郎/街物語 (まちものがたり)”. TOWER RECORDS ONLINE.  タワーレコード株式会社. 2017年1月21日閲覧。
2. ↑  “山下達郎、阿部寛主演の東野圭吾ミステリー主題歌を制作”. ナタリー.   株式会社ナターシャ (2010年4月2日). 2010年4月2日閲覧。
3. ↑  “TBS「日曜劇場 新参者」主題歌”.  TBSテレビ (2010年3月19日). 2013年6月25日時点のオリジナルよりアーカイブ。2014年1月11日閲覧。
4. ↑  “山下達郎「街物語(まちものがたり) - Single」”. www.apple.com.   Apple Inc. (2010年6月16日). 2018年8月3日閲覧。
5. ↑  “街物語(まちものがたり)／山下達郎”. mora.   株式会社レーベルゲート (2013年11月28日). 2018年8月3日閲覧。
6. ↑  “山下達郎「街物語(まちものがたり)」”. music.jp.  株式会社エムティーアイ (2012年7月18日). 2018年8月3日閲覧。
7. ↑  “山下達郎「街物語(まちものがたり)」”. レコチョク.   株式会社レコチョク. 2018年8月3日閲覧。